# Владан Тегелтија
Владан Тегелтија (Београд, 1969) српски је спортски новинар. Од 1995. године запослен је на СОС каналу. Познат је по томе што је унео новине у телевизијски програм у Србији својим репортажама из аутобуса, необавезним интервјуима са опуштеним играчима,ексклузивним снимцима са славља из свлачионице.

## Биографија
Рођен је у Београду, а кошарку је играо у Партизану и Младости из Земуна. Био је члан пионирске генерације Партизана, играча рођених 1969, која је била првак државе и која је касније изнедрила низ познатих играча. Играо је на месту плејмејкера, али поред Саше Ђорђевића, Славише Копривице и Владе Драгутиновића није могао да се пробије у први план. Због тога је прешао у КК Младост где га је кратко време тренирао Душко Вујошевић.